# Хохвальд (гора)
Хохвальд (нем. Hochwald, «высокий лес») или Гвозд (чеш. Hvozd) — одна из высочайших гор в системе Лужицких гор (высота — 749 м). По горе проходит граница между Чехией и Германией. Немецкое название горы происходит от когда-то росшего на ней непроходимого леса.
Первые туристические восхождения на гору состоялись ещё в первой половине XVIII века. В 1787 году местные жители соорудили с саксонской стороны горы каменные ступеньки, которые используются до настоящего времени. В 1834 году с южной стороны от вершины был установлен крест. В 1879 году Циттауское приграничное товарищество «Глобус» возвело в районе австро-германской границы 10-метровую наблюдательную вышку. В конце XIX века с обеих сторон границы на вершине горы началось сооружение домиков и трактиров для туристов, в результате чего к середине XX века она оказалась полностью застроенной.